# 2 janvier en sport
2 décembre 2 février
Chronologies thématiques
- Croisades
- Ferroviaires
- Disney

Le 2 janvier (2e jour de l'année) en sport.

## Évènements

### XIXesiècle
- 1827 : 
  - (Boxe) : le boxeur anglais Jem Ward s'incline face à Peter Crawley qui devient champion d'Angleterre.
- 1879 :
  - (Cricket) : l'Australien Fred Spofforth revendique le premier hat-trick en Test cricket.
- 1883 :
  - (Cricket) : premier des quatre test matches de la tournée australienne de l’équipe anglaise de cricket. L’Australie bat l’Angleterre par 9 wickets.
- 1886 : 
  - (Rugby à XV /Tournoi britannique) : l'Angleterre domine le pays de Galles à Blackheath sur le score de 5 à 3[1].

### XXesièclede1901à1950
- 1911 :
  - (Rugby à XV /Tournoi des Cinq Nations) : Le XV de France remporte la première victoire internationale de son histoire en battant 16 à 15 l'équipe d'Écosse à Colombes pour son premier match du Tournoi des Cinq Nations. Le XV de France, créé en 1906, avait jusque-là connu douze défaites.

### XXesièclede1951à2000
- 1957 : 
  - (Boxe anglaise /Championnat du monde) : l'Américain Gene Fullmer devient champion du monde des poids moyens en battant Ray Sugar Robinson, détenteur du titre, aux points en 15 reprises.
- 1967 :
  - (Compétition automobile /Formule 1) : début du Championnat du monde de Formule 1 qui commence par le Grand Prix automobile d'Afrique du Sud et est disputé sur le Circuit du Kyalami. C'est le Mexicain Pedro Rodríguez de la Vega qui s'impose devant le Rhodésien John Love et le Britannique John Surtees.
- 1997 :
  - (Cyclisme sur route /Retraite) : le cycliste espagnol Miguel Indurain met fin à sa carrière sportive, marquée par cinq victoires consécutives dans le Tour de France.

### XXIesiècle
- 2017 :
  - (Compétition automobile /Rallye-raid) : départ du 38e Rallye Dakar dont le parcours est une boucle partant de Asunción, capitale du Paraguay et arrivant à Buenos Aires en traversant le Paraguay, la Bolivie et l'Argentine le 14 janvier 2017.

## Naissances

### XIXesiècle
- 1844 :
  - Louis Rigoulot, ingénieur et pilote de courses automobile français. († 29 août 1913).
- 1868 : 
  - Arthur Gore joueur de tennis britannique. Champion olympique du simple et du double indoor aux Jeux de Londres 1908. Vainqueur des tournois de Wimbledon 1901, 1908 et 1909. († 1er décembre 1928).
- 1870 : 
  - Tex Rickard, dirigeant sportif de boxe et de hockey sur glace américain. († 6 janvier 1929).
- 1882 : 
  - Fernand Canelle footballeur français. Médaillé d'argent aux  Jeux de Paris 1900. (6 sélections en équipe de France). († 12 septembre 1951).
- 1885 :
  - Anna Hübler, patineuse artistique de couple allemande. Championne olympique aux Jeux de Londres 1908. († 5 juillet 1976).
- 1887 :
  - Jules Moriceau, pilote de courses automobile français. († 20 juin 1977).
- 1889 : 
  - Harry Hyland, hockeyeur sur glace canadien. († 2 août 1969).
- 1892 : 
  - Seiichiro Kashio, joueur de tennis japonais. Médaillé d'argent du double aux Jeux d'Anvers 1920. († 6 septembre 1962).
- 1893 : 
  - Félix Sellier, cycliste sur route belge. Vainqueur du Tour de Belgique 1924 et de Paris-Roubaix 1925. († 16 avril 1965).

### XXesièclede1901à1950
- 1920 :
  - Bob Feerick, basketteur puis entraîneur américain. († 8 juin 1976).
- 1926 :
  - Gino Marchetti, joueur de foot U.S. américain. († 29 avril 2019).
- 1928 :
  - Claude Battistella, footballeur français. († 2 octobre 2005).
- 1935 : 
  - Jocelyn Delecour, athlète de sprint français. Médaillé de bronze du relais 4×100 m aux Jeux de Tokyo 1964 et aux Jeux de Mexico 1968. Médaillé de bronze du 200 m aux Championnats d'Europe 1958, médaillé d'argent du 100 m à ceux de 1962 et champion d'Europe du relais 4×100 m 1966.
- 1936 : 
  - Milan Vukelić, footballeur yougoslave puis serbe. (3 sélections avec l'équipe de Yougoslavie). († 4 septembre 2012).
- 1937 : 
  - Martin Lauer, athlète de sprint, de haies et d'épreuves combinées allemand. Champion olympique du relais 4×100 m aux Jeux de Rome 1960. Champion d'Europe du 110 m haies 1958. († 6 octobre 2019).
- 1941 : 
  - Jean-Pierre Destrumelle, footballeur puis entraîneur français. († 20 avril 2002).
- 1942 : 
  - Serge Aubry, hockeyeur sur glace canadien. († 30 octobre 2011).
  - Evgueni Roudakov, footballeur puis entraîneur soviétique puis ukrainien. Médaillé de bronze aux Jeux de Munich 1972. Vainqueur de la Coupe d'Europe des vainqueurs de coupe 1975. (48 sélections avec l'équipe d'Union soviétique). († 21 décembre 2011).
- 1946 : 
  - Basile Moraitis, joueur de rugby à XV français. (2 sélections en équipe de France). († 4 juin 2005).
- 1947 : 
  - Aleksandr Iakouchev, hockeyeur sur glace puis entraîneur soviétique puis russe. Champion olympique  aux Jeux de Sapporo et aux Jeux d'Innsbruck 1976. Champion du monde de hockey sur glace 1967, 1969, 1970, 1973 et 1974. (91 sélections avec l'équipe d'Union soviétique).
  - Alexandre Tikhonov, biathlète soviétique puis russe. Champion olympique du relais 4×7,5km et médaillé d'argent du 20km aux Jeux de Grenoble 1968 puis champion olympique du relais 4×7,5km aux Jeux de Sapporo 1972, aux Jeux d'Innsbruck 1976 et aux Jeux de Lake Placid 1980. Champion du monde de biathlon du 20km et du relais 4×7,5km 1969, 1970, 1973 et 1977 puis champion du monde de biathlon du relais 4×7,5km 1971 et 1974 ainsi que du 10km 1976.
- 1948 : 
  - Jacky Duguépéroux, footballeur puis entraîneur français.
- 1950 : 
  - Mathieu Bisséni, basketteur français. (91 sélections en équipe de France).

### XXesièclede1951à2000
- 1951 :
  - Bill Madlock, joueur de baseball américain.
- 1952 :
  - Robbie Ftorek, hockeyeur sur glace puis entraîneur américain.
  - Joël Muller, footballeur puis entraîneur français.
- 1957 :
  - Beppe Gabbiani, pilote de courses automobile  italien.
  - Cameron Hall, basketteur canadien.
- 1959 :
  - Hélène Pelletier, joueuse de tennis canadienne. Basile Boli
- 1961 :

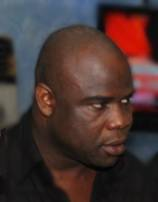
Basile Boli

  - Hitoshi Saitō, judoka japonais. Champion olympique des +95kg aux Jeux de Los Angeles 1984 et aux Jeux de Séoul 1988. Champion du monde de judo toutes catégories 1983. († 20 janvier 2004).
- 1963 :
  - David Cone, joueur de baseball américain.
  - Edgar Martinez, joueur de baseball américain.
- 1964 :
  - Pernell Whitaker, boxeur américain. Champion olympique des -60kg aux Jeux de Los Angeles 1984. Champion du monde poids légers de boxe à 3 reprises, des super-légers en 1992, des poids welters de 1993 à 1997 et des super-welters en 1995. († 14 juillet 2019).
- 1967 :
  - Basile Boli, footballeur franco-ivoirien. Vainqueur de la Coupe d'Europe des clubs champions. (45 sélections avec l' équipe de France).
  - Francois Pienaar, joueur de rugby à XV sud-africain. Champion du monde de rugby à XV 1995. (29 sélections en équipe d'Afrique du Sud).
- 1968 :
  - Abderrazak Djahnit, footballeur algérien. Champion d'Afrique de football 1990. Vainqueur de la Coupe des clubs champions 1990. (6 sélections en équipe d'Algérie).
  - Anky van Grunsven, cavalière de dressage néerlandaise. Médaillée d'argent par équipe aux Jeux de Barcelone 1992, en individuelle et par équipe aux Jeux d'Atlanta 1996, championne olympique en individuelle et médaillée d'argent par équipe aux Jeux de Sydney 2000, championne olympique en individuelle aux Jeux d'Athènes 2004, championne olympique en individuelle et médaillée d'argent par équipe aux Jeux de Pékin 2008 puis médaillée de bronze par équipes aux Jeux de Londres 2012. Championne du monde de dressage en individuelle 1994 et 2006. Championne d'Europe de dressage individuelle 1999 et 2005 puis de dressage en individuelle et par équipes 2007
- 1969 :
  - Robby Gordon, pilote de rallye-raid et de courses automobile d'endurance américain.
- 1972 :
  - Luís Pérez Companc, pilote de rallye et de courses automobile d'endurance argentin.
- 1973 :
  - Chris Woodruff, joueur de tennis américain.
- 1974 :
  - Tomáš Řepka, footballeur tchécoslovaque puis tchèque. (1 sélection avec l'équipe de Tchécoslovaquie et 45 avec celle de République tchèque).
- 1975 :
  - Corey L. Brewer, basketteur américain.
  - Grégory Tutard, joueur de rugby à XIII et à XV français.
- 1976 :
  - Danilo Di Luca, cycliste sur route italien. Vainqueur du Tour d'Italie 2007, du Tour de Lombardie 2001, l'Amstel Gold Race 2005 et la Flèche wallonne 2005.
- 1977 :
  - Stefan Koubek, joueur de tennis autrichien.
  - Naomi Mugo, athlète de demi-fond kényan. Championne du monde de cross-country par équipes 1996. Championne d'Afrique d'athlétisme du 800m et du 1 500m 1996.
  - Benjamin Nivet, footballeur français.
- 1980 :
  - Jérôme Pineau, cycliste sur route français. Maxi Rodríguez
- 1981 :

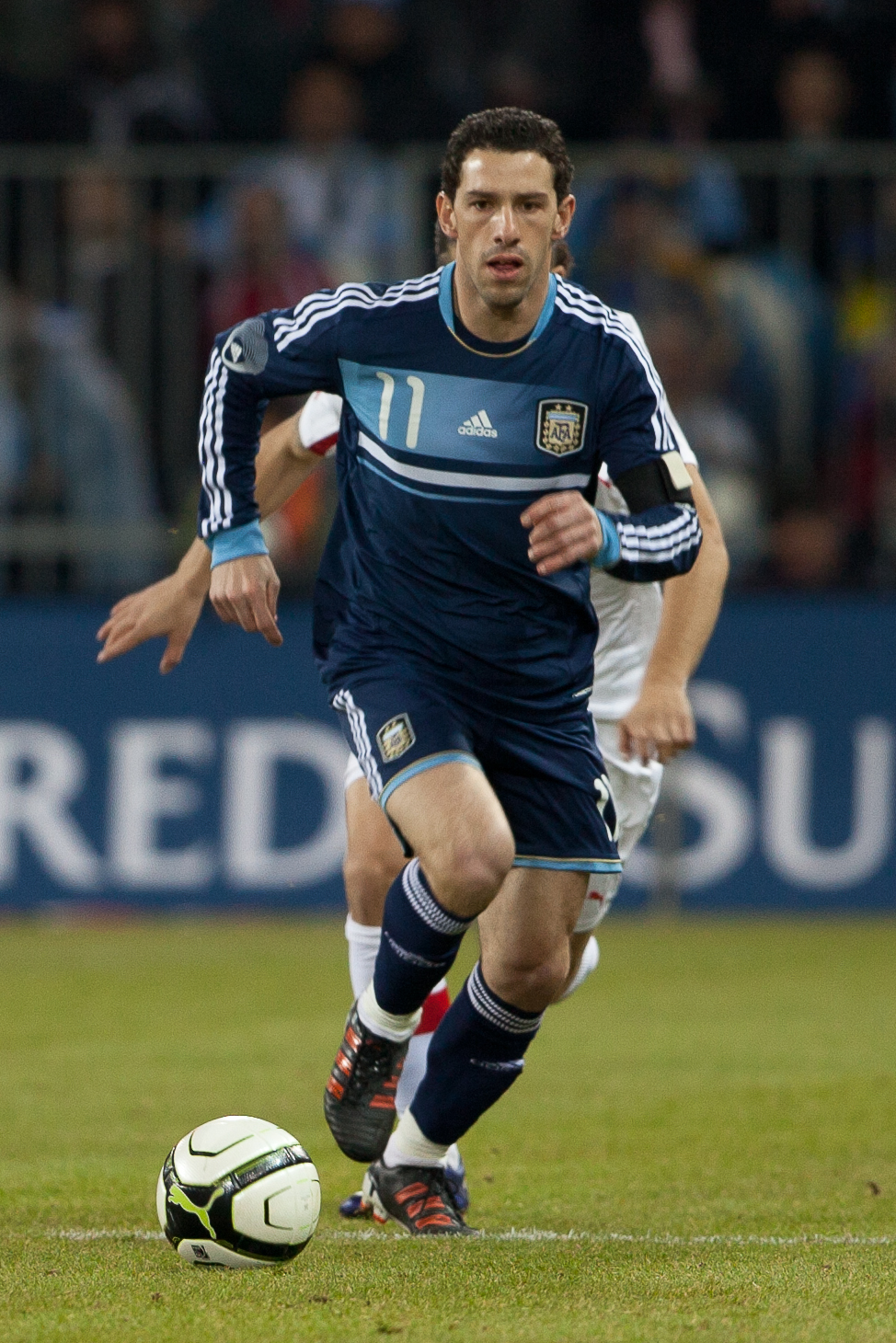
Maxi Rodríguez

  - Kirk Hinrich, basketteur américain. (9 sélections en équipe des États-Unis).
  - Zenon Konopka, hockeyeur sur glace canadien.
  - Maxi Rodríguez, footballeur argentin. (57 sélections en équipe d'Argentine).
- 1982 :
  - Yannick Forestier, joueur de rugby à XV français. Vainqueur du Grand Chelem 2010. (11 sélections en équipe de France).
  - Julián Rodas, cycliste sur route colombien.
- 1984 :
  - Luc Ducalcon, joueur de rugby à XV français. Vainqueur du Grand Chelem 2010. (19 sélections en équipe de France).
  - Fu Haifeng, joueur de badminton chinois. Médaillé d'argent du double aux Jeux de Pékin 2008 puis champion olympique du double aux Jeux de Londres 2012 et aux Jeux de Rio 2016. Champion du monde de badminton du double 2006, 2009, 2010 et 2011 puis champion du monde de badminton par équipes à dix reprises.
  - Alexandre Licata, footballeur français.
- 1985 :
  - Ismaël Bangoura, footballeur guinéen. (53 sélections en équipe de Guinée).
  - Ivan Dodig, joueur de tennis bosnien-croate.
  - Henrik Møllgaard, handballeur danois. Champion olympique aux Jeux de Rio 2016. Champion du monde masculin de handball 2019, 2021 et 2023. (181 sélections en équipe du Danemark).
  - Florian Vachon, cycliste sur route français. Vainqueur de Paris-Bourges 2012.
- 1986 :
  - Lasha Malaguradze, joueur de rugby à XV et à sept géorgien. (99 sélections avec l'équipe de Géorgie de rugby à XV). Loïc Rémy
- 1987 :

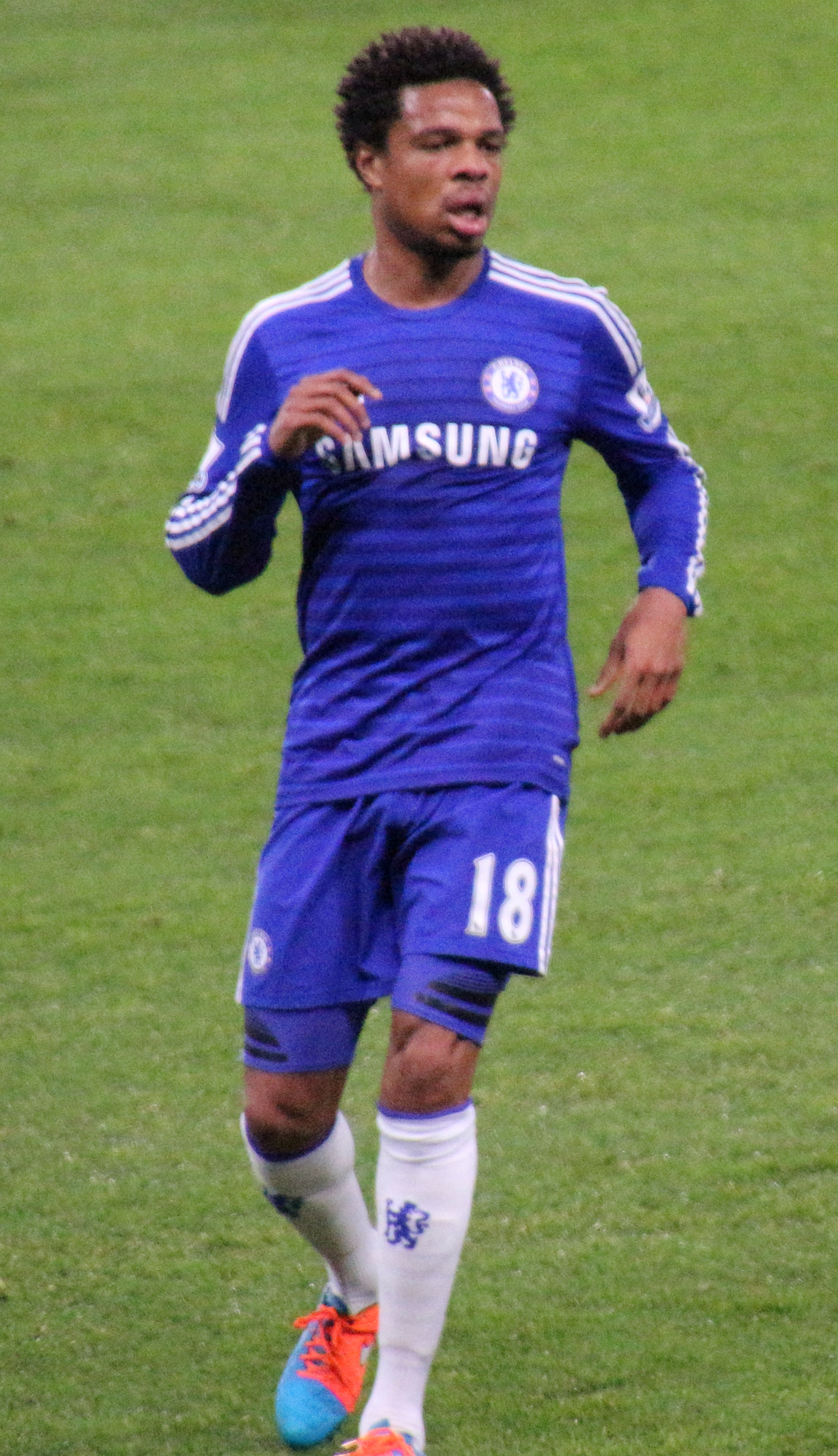
Loïc Rémy

  - Vitali Anikeïenko, hockeyeur sur glace russo-ukrainien. († 7 septembre 2011).
  - Danny Care, joueur de rugby à XV anglais. Vainqueur du tournoi des Six Nations 2011, du Grand Chelem 2016 et du tournoi 2017 ainsi que du Challenge européen 2011. (96 sélections en équipe d'Angleterre).
  - Loïc Rémy, footballeur français. (30 sélections en équipe de France).
- 1988 :
  - Ryan McDonough, hockeyeur sur glace canadien.
- 1989 :
  - Olivia Bertrand, skieuse alpine française.
  - Raphael Herburger, hockeyeur sur glace autrichien. (21 sélections en équipe d'Autriche).
- 1990 :
  - Ibtissam Bouharat, footballeuse belgeo-marocaine. (14 sélections avec l'équipe du Maroc).
- 1992 :
  - Paulo Gazzaniga, footballeur argentin. (1 sélection en équipe d'Argentine).
- 1993 :
  - Jonna Andersson, footballeuse suédoise. Médaillée d'argent aux Jeux de Rio 2016 et aux Jeux de Tokyo 2020. (86 sélections en équipe de Suède).
  - Daniel Huber, sauteur à ski autrichien. Champion olympique par équipes aux Jeux de Pékin 2022.
- 1994 :
  - Valentina Giacinti, footballeuse italienne. (64 sélections en équipe d'Italie).
  - Dany Priso, joueur de rugby à XV franco-camerounais. Vainqueur du Challenge Cup 2023. (18 sélections avec l'équipe de France).
- 1995 :
  - Mehdi Benhamouda, cycliste sur route français.
  - Tristan Flore, pongiste français. Vainqueur de la Ligue des champions de tennis de table 2016.
  - Tallis Kuresa, joueuse franco-néo-zélandaise de rugby à XIII et de rugby à XV.
- 1996 :
  - Jonah Bolden, basketteur australien.
  - Jules Lapierre, fondeur français. Médaillé de bronze du relais 4×10km aux Mondiaux de ski de fond 2021.
  - Ferdinand Omanyala, athlète de sprint kényan. Champion d'Afrique d'athlétisme du 100m et du relais 4×100m 2022.
- 1997 :
  - Adam Jakubech, footballeur slovaque. (1 sélection en équipe de Slovaquie).
  - Léo Le Blé Jaques, snowboardeur français. Médaillé de bronze du cross par équipes aux Mondiaux de snowboard 2021.
  - Patrick Pentz, footballeur autrichien. (4 sélections en équipe d'Autriche).
  - Carlos Soler, footballeur espagnol. Médaillé d'argent aux Jeux de Tokyo 2020. (14 sélections en équipe d'Espagne).
- 1998 :
  - Timothy Fosu-Mensah, footballeur ghanéo-néerlandais. Vainqueur de la Ligue Europa 2017. (3 sélections en équipe des Pays-Bas).
- 1999 :
  - Yórgos Kalaïtzákis, basketteur grec.
  - Simione Kuruvoli, joueur de rugby à XV fidjien. (10 sélections en équipe des Fidji).
- 2000 :
  - Patryk Plewka, footballeur polonais.

### XXIesiècle
- 2001 :
  - Leo Cornic, footballeur norvégien.
  - Formose Mendy, footballeur bissaoguinéosénégalais. (1 sélection en équipe du Sénégal).
  - Mateusz Młyński, footballeur polonais.
- 2002 :
  - Éva Allice, footballeuse franco-marocaine. (5 sélections avec l'équipe du Maroc).
- 2003 :
  - Elye Wahi, footballeur franco-ivoirien.
- 2006 :
  - Erik Kojzek, footballeur slovène.

## Décès

### XXesièclede1901à1950
- 1917 : 
  - Léon Flameng, 39 ans, cycliste sur piste français. Champion olympique des 100km, médaillé d'argent des 10km et de bronze de la vitesse individuelle des Jeux de Athènes 1896. (° 30 avril 1877).
- 1919 : 
  - Arthur Gould, 54 ans, joueur de rugby à XV gallois. Vainqueur des tournois britanniques de rugby à XV 1888, 1893 et 1897. (27 sélections en équipe du pays de Galles). (° 10 octobre 1864).
- 1928 : 
  - Yves du Manoir, 23 ans, joueur de rugby à XV français. (8 sélections en équipe de France). (° 11 août 1904).
- 1934 :
  - Jean de Madre, 71 ans, joueur de polo français. Médaillé d'argent aux Jeux de Paris 1900. (° 17 septembre 1862).
- 1943 :
  - Léon Johnson, 66 ans, tireur sportif français. Médaillé de bronze du rifle libre par équipes aux Jeux de Londres 1908 puis médaillé d'argent de la carabine d'ordonnance couché à 300 m et de la carabine libre couché à 300 m par équipes aux Jeux d'Anvers 1920. (° 29 février 1876).
- 1948 :
  - Adrien de Turckheim, 81 ans, industriel de l'automobile puis pilote de courses automobile français. († 19 août 1866).

### XXesièclede1951à2000
- 1956 :
  - Fernand Jourdant, 52 ans, escrimeur français. Champion olympique d'épée par équipes aux Jeux d'été de 1932. (° 3 février 1903).
- 1960 Fausto Coppi

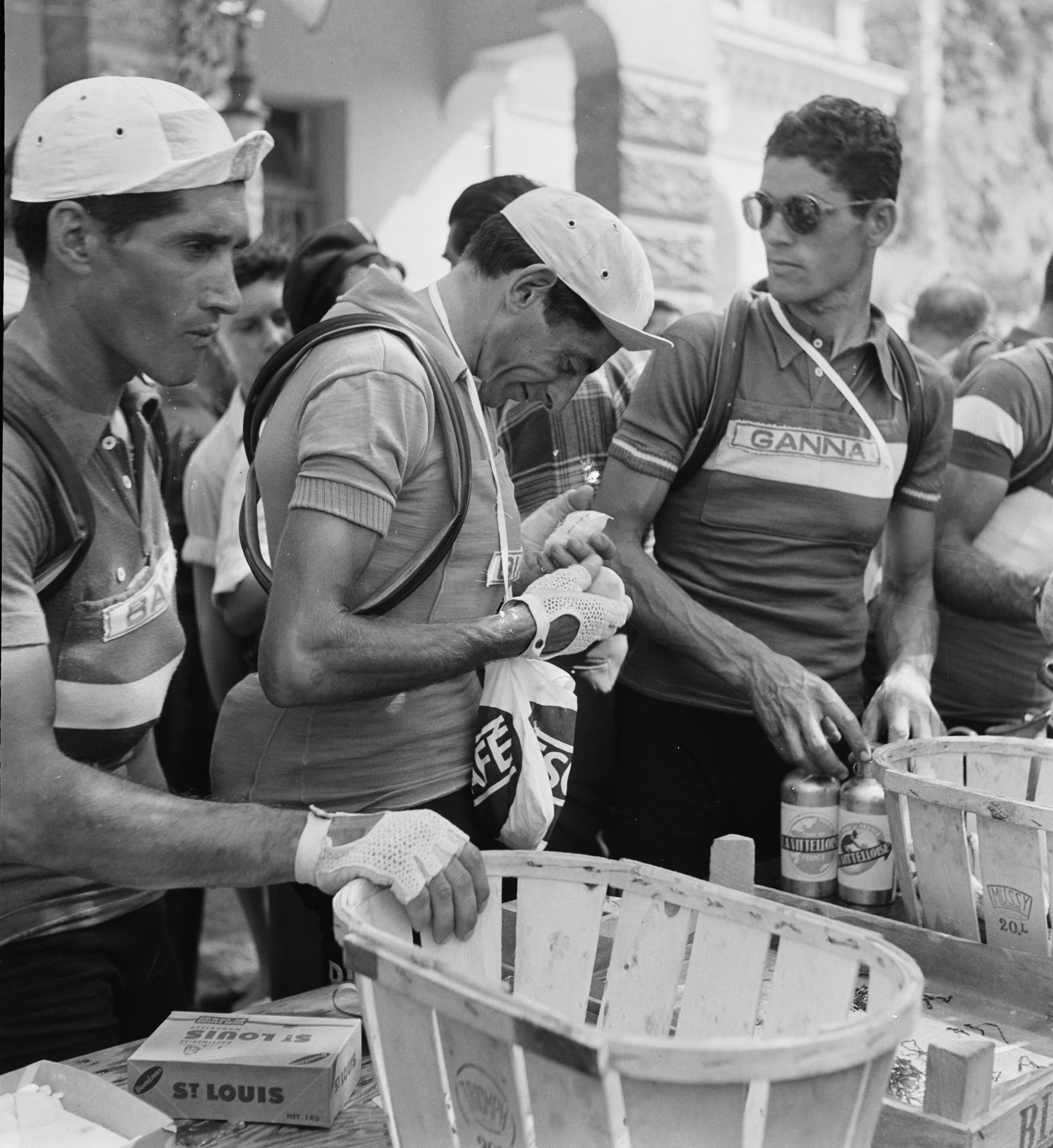
Fausto Coppi

  - Fausto Coppi, 40 ans, cycliste sur piste et sur route italien. Champion du monde de cyclisme sur piste de la poursuite 1947 et 1949. Champion du monde de cyclisme sur route 1953. Vainqueur des Tours d'Italie 1940, 1947, 1949, 1952 et 1953, des Tours de France 1949 et 1952, des Milan-San Remo 1946, 1948 et 1949, des Tours de Lombardie 1946, 1947, 1948, 1949 et 1954, de Paris-Roubaix 1950, et de la Flèche wallonne 1950. (° 15 septembre 1919).
- 1962 : 
  - Gustave Klein, 60 ans, nageur français. (° 28 novembre 1901).
- 1964 : 
  - Georges Tapie, 53 ans, rameur français. Médaillé de bronze en deux en pointe avec barreur aux Jeux de Berlin 1936. (° 19 février 1910).
- 1974 :
  - Fernand de Montigny, 88 ans, épéiste et fleurettiste ainsi que hockeyeur sur gazon belge. Médaillé de bronze de l'épée par équipes aux Jeux de Londres 1908, médaillé de bronze aux Jeux d'Anvers 1920 puis médaillé d'argent de l'épée par équipes et du fleuret par équipes aux Jeux de Paris 1924. (° 5 janvier 1885).
- 1978 :
  - Jimmy Wardhaugh, 48 ans, footballeur écossais. (2 sélections en équipe nationale). (° 21 mars 1929).
- 1984 :
  - Henri Bolelli, 71 ans, joueur de tennis français. (° 27 février 1912).
- 1986 : 
  - Bill Veeck, 71 ans, dirigeant de baseball américain. (° 9 février 1914).
- 1987 : 
  - Jean de Gribaldy, 64 ans, cycliste sur route puis directeur sportif français. (° 18 juillet 1922).
- 1994 : 
  - Numa Andoire, 85 ans, footballeur puis entraîneur français. (° 19 mars 1908).
- 1995 :
  - Guschi Hargus, 85 ans, athlète allemande. Détentrice du record du monde du lancer du javelot entre 1927 et 1930 avec un lancer à 38,39 mètres. (° 15 novembre 1909).
  - Graham Sharp, 77 ans, patineur artistique britannique. Champion du monde et d'Europe en 1939, vice-champion du monde en 1936, 1937 et 1938. (° 19 décembre 1917).
- 1996 :
  - Karl Rappan, 90 ans, footballeur puis entraîneur autrichien. (2 sélections en équipe d'Autriche). Sélectionneur de l'équipe de Suisse de 1937 à 1938, de 1942 à 1949, de 1953 à 1954 et de 1960 à 1963. (° 26 septembre 1905).
- 1997 :
  - Gladys Verhulst, cycliste sur route française.

### XXIesiècle
- 2004 : 
  - Lucien Hérouard, 82 ans, footballeur français. (° 30 juillet 1921).
- 2006 : 
  - Severino Bottero, 48 ans, entraîneur de ski alpin italien. (° 29 août 1957).
- 2007 : 
  - Don Massengale, 69 ans, golfeur américain. (° 23 avril 1937).
- 2011 : 
  - Hans Kalt, 86 ans, rameur de deux sans barreur suisse. Médaillé d'argent aux Jeux de Londres 1948 puis médaillé de bronze aux Jeux d'Helsinki 1952. (° 26 mars 1924).
  - Émile Masson, 95 ans, cycliste sur route belge. Vainqueur de la Flèche wallonne 1938, de Paris-Roubaix 1939 et de Bordeaux-Paris 1946. (° 1er septembre 1915).
- 2012 : 
  - Anatoliy Kolesov, 73 ans, lutteur de gréco-romaine et de libre soviétique puis russe. Champion olympique de lutte gréco-romaine en -78 kg aux Jeux de Tokyo 1964. Champion du monde de lutte libre 1962, 1963 et 1965. (° 18 janvier 1938).
- 2013 : 
  - Ladislao Mazurkiewicz, 67 ans, footballeur puis entraîneur uruguayen. (36 sélections en équipe d'Uruguay). (° 14 février 1945).
- 2017 : 
  - José Barbara, 72 ans, pilote de rallye français. (° 6 juin 1944).
  - István Tatár, 58 ans, athlète de sprint hongrois. (° 4 mars 1958).
  - Viktor Tsarev, 85 ans, footballeur puis entraîneur soviétique et ensuite russe. Champion d'Europe de football 1960. (12 sélections avec l'équipe d'Union soviétique). (° 2 juin 1931).
  - Jean Vuarnet, 83 ans, skieur alpin français. Champion olympique de la descente aux Jeux de Squaw Valley 1960. (° 18 janvier 1933).
- 2019 :
  - Paulien van Deutekom, 37 ans, patineuse de vitesse néerlandaise. Championne du monde toutes épreuves et de poursuite en 2008. (° 4 février 1981).
- 2021 :
  - Paul Westphal, 70 ans, basketteur puis entraîneur américain. (° 30 novembre 1950).
- 2024 :
  - Ágnes Keleti, 103 ans, gymnaste hongroise. Championne olympique du sol individuel et par équipes, de la poutre et des barres asymétriques, médaillée d'argent du concours général individuel et par équipes aux Jeux de Melbourne 1956, championne olympique au sol, médaillée d'argent du concours général par équipes puis de bronze aux barres asymétriques et aux exercices d'ensemble avec agrès portatifs par équipes aux jeux d'Helsinki 1952. Championne du monde de gymnastique artistique aux barres asymétriques1954. Doyenne du monde officielle des médaillés olympiques  lors de la Cérémonie d'ouverture des Jeux de Tokyo 2020, le 23 juillet 2021[2]. (° 9 janvier 1921).